# Orangeburg (Nowy Jork)
Orangeburg – jednostka osadnicza w Stanach Zjednoczonych, w stanie Nowy Jork, w hrabstwie Rockland.